# 소형 위성

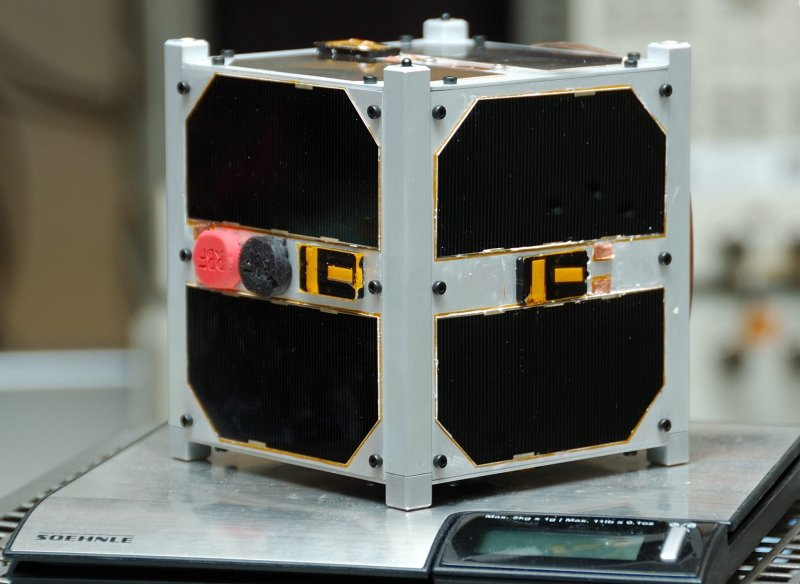
큐브위성

소형 위성(Small satellite, smallsat) 또는 소형화 위성(miniaturized satellite)은 일반적으로 1,200 킬로그램 (2,600 lb) 이하의 위성으로 크기가 작고 질량이 적은 것이 특징이다.

## 개발
위성을 소형화하는 이유 중 하나는 비용을 줄이기 위함이다. 위성이 무거워질수록 더 큰 추력을 가진 더 큰 로켓이 필요한데, 그에 따른 자금 조달 비용도 더 많이 들게 된다.
위성 발사 산업의 나노위성과 마이크로위성 시장은 2010년대 들어 고속 성장하였다. 1–50 킬로그램 (2.2–110.2 lb)의 개발 활동 범위는 50–100 킬로그램 (110–220 lb)을 크게 초과하였다.
1–50 kg 범위의 경우만 해도 2000년부터 2005년까지 매년 15개 미만의 위성이 발사되는데 그쳤으나, 2006년 34개를 시작으로 2007년부터 2011년까지는 매년 30개 미만의 위성이 발사되었다. 2012년에는 34개, 2013년에는 92개로 늘어났다.
유럽 분석 기관 유로컨설트는 2015년부터 2019년까지 500대 이상의 소형 위성이 발사될 것이며 시장 가치는 US$7.4 billion에 이를 것으로 내다봤다. 2015년 중반까지 소형 위성에 사용할 수 있는 발사 옵션이 훨씬 더 많아졌고 보조 탑재물 로서의 발사는 수량이 더 많아졌고 짧은 통지 기간 내에 일정을 정하기가 더 쉬워졌다.
미국 국방부의 경우, 수십 년 동안 10년에 한 번씩 대형 위성을 조달해 왔으나, 2020년 들어 소형 위성으로 전환하고 있다. 2021년, 이스라엘의 테크니온과 라파엘(Rafael)이 설계 및 개발한 Adelis-SAMSON 임무의 일부인 최초의 자율 나노위성이 우주로 발사되었다.

## 종류

### 마이크로위성
마이크로위성은 일반적으로 습윤 질량이 10 and 100 킬로그램 (22 and 220 lb) 사이인 인공위성을 말한다. 그러나 공식적으로 정해진 것은 없으므로, 그보다 크거나 작은 위성을 지칭할 수도 있는 것이다.

### 나노위성

2023년 12월까지의 나노위성 발사 통계

나노위성은 습윤 질량이 1 and 10 킬로그램 (2.2 and 22.0 lb) 사이인 인공위성을 지칭한다. 2023년 12월 기준, 2300개가 넘는 나노위성이 발사되었다.

## 같이 보기
- 차세대소형위성 1호
- 차세대소형위성 2호
- 도요샛